# دوپاره‌سازی
دوپاره‌سازی (به انگلیسی: Splitting) (به بیان دیگر تفکر سیاه‌وسفید یا تفکر همه‌یاهیچ).
در این سازوکار دفاعی فرد اطرافیان خود را به دو گروه عمده خیلی خوب و خیلی بد تقسیم‌بندی می‌کند؛ و همه چیز را سیاه و سفید می‌بیند. از قانون همه یا هیچ استفاده می‌کند. اما این دو گروه مدام جای خود را به یکدیگر می‌دهند؛ یعنی فردی که صبح خیلی بد بوده ناگهان عصر همان روز در گروه خیلی خوب قرار می‌گیرد. علت آن عدم توانایی فرد در کنار آمدن با احساسات دوسوگرا می‌باشد.
دوپاره‌سازی طبق نظر کرنبرگ، هم فعالیت دفاعی به‌شمار می‌رود و هم کارکردی بهنجار دارد که طی رشد رخ می‌دهد. از طریق این کارکرد، ایگو تمایزهای درون خود و درون موضوع یا تمایزات میان خود و موضوع‌های خود را درک می‌کند. دوپاره‌سازی به منزله مکانیزم دفاعی، نوعی خیال پردازی ناهشیار است که به واسطه آن، ایگو جنبه‌های نامطلوب خود را جدا می‌سازد یا موضوع‌های تهدیدکننده را به اجزایی قابل مهار تجزیه می‌کند.